# Lijst van nachtkaardespinnen
De lijst van nachtkaardespinnen bevat alle wetenschappelijk beschreven soorten uit de familie van nachtkaardespinnen (Amaurobiidae).

## Alloclubionoides
Alloclubionoides Paik, 1992
- Alloclubionoides amurensis (Ovtchinnikov, 1999)
- Alloclubionoides bifidus (Paik, 1976)
- Alloclubionoides circinalis (Gao et al., 1993)
- Alloclubionoides cochlea (Kim, Lee & Kwon, 2007)
- Alloclubionoides coreanus Paik, 1992
- Alloclubionoides dimidiatus (Paik, 1974)
- Alloclubionoides euini (Paik, 1976)
- Alloclubionoides grandivulvus (Yaginuma, 1969)
- Alloclubionoides jaegeri (Kim, 2007)
- Alloclubionoides jirisanensis Kim, 2009
- Alloclubionoides kimi (Paik, 1974)
- Alloclubionoides lunatus (Paik, 1976)
- Alloclubionoides mandzhuricus (Ovtchinnikov, 1999)
- Alloclubionoides meniscatus (Zhu & Wang, 1991)
- Alloclubionoides napolovi (Ovtchinnikov, 1999)
- Alloclubionoides nariceus (Zhu & Wang, 1994)
- Alloclubionoides ovatus (Paik, 1976)
- Alloclubionoides paiki (Ovtchinnikov, 1999)
- Alloclubionoides paikwunensis (Kim & Jung, 1993)
- Alloclubionoides pseudonariceus (Zhang, Zhu & Song, 2007)
- Alloclubionoides quadrativulvus (Paik, 1974)
- Alloclubionoides rostratus (Song et al., 1993)
- Alloclubionoides terdecimus (Paik, 1978)
- Alloclubionoides triangulatus (Zhang, Zhu & Song, 2007)
- Alloclubionoides trisaccatus (Zhang, Zhu & Song, 2007)
- Alloclubionoides wolchulsanensis Kim, 2009

## Altellopsis
Altellopsis Simon, 1905
- Altellopsis helveola Simon, 1905

## Amaurobius
Amaurobius C. L. Koch, 1837
- Amaurobius agastus (Chamberlin, 1947)
- Amaurobius andhracus Patel & Reddy, 1990
- Amaurobius annulatus (Kulczyński, 1906)
- Amaurobius antipovae Marusik & Kovblyuk, 2004
- Amaurobius asuncionis Mello-Leitão, 1946
- Amaurobius ausobskyi Thaler & Knoflach, 1998
- Amaurobius barbaricus Leech, 1972
- Amaurobius barbarus Simon, 1910
- Amaurobius borealis Emerton, 1909
- Amaurobius candia Thaler & Knoflach, 2002
- Amaurobius cerberus Fage, 1931
- Amaurobius corruptus Leech, 1972
- Amaurobius crassipalpis Canestrini & Pavesi, 1870
- Amaurobius cretaensis Wunderlich, 1995
- Amaurobius deelemanae Thaler & Knoflach, 1995
- Amaurobius diablo Leech, 1972
- Amaurobius distortus Leech, 1972
- Amaurobius dorotheae (Chamberlin, 1947)
- Amaurobius drenskii Kratochvíl, 1934
- Amaurobius erberi (Keyserling, 1863)
- Amaurobius fenestralis (Ström, 1768)
- Amaurobius ferox (Walckenaer, 1830)
- Amaurobius festae Caporiacco, 1934
- Amaurobius galeritus Leech, 1972
- Amaurobius geminus Thaler & Knoflach, 2002
- Amaurobius hagiellus (Chamberlin, 1947)
- Amaurobius heathi (Chamberlin, 1947)
- Amaurobius hercegovinensis Kulczyński, 1915
- Amaurobius intermedius Leech, 1972
- Amaurobius jugorum L. Koch, 1868
- Amaurobius kratochvili Miller, 1938
- Amaurobius latebrosus Simon, 1874
- Amaurobius latescens (Chamberlin, 1919)
- Amaurobius leechi Brignoli, 1983
- Amaurobius longipes Thaler & Knoflach, 1995
- Amaurobius mathetes (Chamberlin, 1947)
- Amaurobius mephisto (Chamberlin, 1947)
- Amaurobius milloti Hubert, 1973
- Amaurobius minor Kulczyński, 1915
- Amaurobius minutus Leech, 1972
- Amaurobius nathabhaii Patel & Patel, 1975
- Amaurobius obustus L. Koch, 1868
- Amaurobius occidentalis Simon, 1892
- Amaurobius ossa Thaler & Knoflach, 1993
- Amaurobius pallidus L. Koch, 1868
- Amaurobius palomar Leech, 1972
- Amaurobius paon Thaler & Knoflach, 1993
- Amaurobius pavesii Pesarini, 1991
- Amaurobius pelops Thaler & Knoflach, 1991
- Amaurobius phaeacus Thaler & Knoflach, 1998
- Amaurobius prosopidus Leech, 1972
- Amaurobius ruffoi Thaler, 1990
- Amaurobius sciakyi Pesarini, 1991
- Amaurobius scopolii Thorell, 1871
- Amaurobius sharmai Bastawade, 2008
- Amaurobius similis (Blackwall, 1861)
- Amaurobius spominimus Taczanowski, 1866
- Amaurobius strandi Charitonov, 1937
- Amaurobius tamalpais Leech, 1972
- Amaurobius thoracicus Mello-Leitão, 1945
- Amaurobius transversus Leech, 1972
- Amaurobius triangularis Leech, 1972
- Amaurobius tristis L. Koch, 1875
- Amaurobius tulare Leech, 1972
- Amaurobius vachoni Hubert, 1965
- Amaurobius vexans Leech, 1972
- Amaurobius yanoianus Nakatsudi, 1943

## Anisacate
Anisacate Mello-Leitão, 1941
- Anisacate fragile Mello-Leitão, 1941
- Anisacate fuegianum (Simon, 1884)
  - Anisacate fuegianum bransfieldi (Usher, 1983)
- Anisacate tigrinum (Mello-Leitão, 1941)

## Arctobius
Arctobius Lehtinen, 1967
- Arctobius agelenoides (Emerton, 1919)

## Auhunga
Auhunga Forster & Wilton, 1973
- Auhunga pectinata Forster & Wilton, 1973

## Auximella
Auximella Strand, 1908
- Auximella harpagula (Simon, 1906)
- Auximella minensis (Mello-Leitão, 1926)
- Auximella producta (Chamberlin, 1916)
- Auximella spinosa (Mello-Leitão, 1926)
- Auximella subdifficilis (Mello-Leitão, 1920)
- Auximella typica Strand, 1908

## Bakala
Bakala Davies, 1990
- Bakala episinoides Davies, 1990

## Bifidocoelotes
Bifidocoelotes Wang, 2002
- Bifidocoelotes bifidus (Wang, Tso & Wu, 2001)
- Bifidocoelotes primus (Fox, 1937)

## Callevopsis
Callevopsis Tullgren, 1902
- Callevopsis striata Tullgren, 1902

## Callobius
Callobius Chamberlin, 1947
- Callobius angelus (Chamberlin & Ivie, 1947)
- Callobius arizonicus (Chamberlin & Ivie, 1947)
- Callobius bennetti (Blackwall, 1846)
- Callobius canada (Chamberlin & Ivie, 1947)
- Callobius claustrarius (Hahn, 1833)
  - Callobius claustrarius balcanicus (Drensky, 1940)
- Callobius deces (Chamberlin & Ivie, 1947)
- Callobius enus (Chamberlin & Ivie, 1947)
- Callobius gertschi Leech, 1972
- Callobius guachama Leech, 1972
- Callobius hokkaido Leech, 1971
- Callobius hyonasus Leech, 1972
- Callobius kamelus (Chamberlin & Ivie, 1947)
- Callobius klamath Leech, 1972
- Callobius koreanus (Paik, 1966)
- Callobius manzanita Leech, 1972
- Callobius nevadensis (Simon, 1884)
- Callobius nomeus (Chamberlin, 1919)
- Callobius olympus (Chamberlin & Ivie, 1947)
- Callobius panther Leech, 1972
- Callobius paskenta Leech, 1972
- Callobius pauculus Leech, 1972
- Callobius paynei Leech, 1972
- Callobius pictus (Simon, 1884)
- Callobius rothi Leech, 1972
- Callobius severus (Simon, 1884)
- Callobius sierra Leech, 1972
- Callobius tamarus (Chamberlin & Ivie, 1947)
- Callobius tehama Leech, 1972

## Cavernocymbium
Cavernocymbium Ubick, 2005
- Cavernocymbium prentoglei Ubick, 2005
- Cavernocymbium vetteri Ubick, 2005

## Chresiona
Chresiona Simon, 1903
- Chresiona convexa Simon, 1903
- Chresiona invalida (Simon, 1898)
- Chresiona nigrosignata Simon, 1903

## Ciniflella
Ciniflella Mello-Leitão, 1921
- Ciniflella lutea Mello-Leitão, 1921

## Coelotes
Coelotes Blackwall, 1841
- Coelotes aguniensis Shimojana, 2000
- Coelotes akakinaensis Shimojana, 2000
- Coelotes albimontanus Nishikawa, 2009
- Coelotes alpinus Polenec, 1972
- Coelotes amamiensis Shimojana, 1989
- Coelotes amplilamnis Saito, 1936
- Coelotes antri (Komatsu, 1961)
- Coelotes arganoi Brignoli, 1978
- Coelotes aritai Nishikawa, 2009
- Coelotes atropos (Walckenaer, 1830)
  - Coelotes atropos anomalus Hull, 1955
  - Coelotes atropos silvestris Hull, 1955
- Coelotes bifurcatus Okumura & Ono, 2006
- Coelotes brachiatus Wang et al., 1990
- Coelotes brevis Xu & Li, 2007
- Coelotes capacilimbus Xu & Li, 2006
- Coelotes caudatus de Blauwe, 1973
- Coelotes cavernalis Huang, Peng & Li, 2002
- Coelotes cavicola (Komatsu, 1961)
- Coelotes charitonovi Spassky, 1939
- Coelotes chenzhou Zhang & Yin, 2001
- Coelotes coenobita Brignoli, 1978
- Coelotes colosseus Xu & Li, 2007
- Coelotes conversus Xu & Li, 2006
- Coelotes cornutus Nishikawa, 2009
- Coelotes curvilamnis Ovtchinnikov, 2001
  - Coelotes curvilamnis alatauensis Ovtchinnikov, 2001
  - Coelotes curvilamnis boomensis Ovtchinnikov, 2001
- Coelotes cylistus Peng & Wang, 1997
- Coelotes decolor Nishikawa, 1973
- Coelotes doii Nishikawa, 2009
- Coelotes dormans Nishikawa, 2009
- Coelotes eharai Arita, 1976
- Coelotes enasanus Nishikawa, 2009
- Coelotes exilis Nishikawa, 2009
- Coelotes exitialis L. Koch, 1878
- Coelotes filamentaceus Tang, Yin & Zhang, 2002
- Coelotes galeiformis Wang et al., 1990
- Coelotes gifuensis Nishikawa, 2009
- Coelotes globasus (Wang, Peng & Kim, 1996)
- Coelotes gotoensis Okumura, 2007
- Coelotes guangxian Zhang et al., 2003
- Coelotes guizhouensis Peng, Li & Huang, 2002
- Coelotes guttatus Wang et al., 1990
- Coelotes hachijoensis Ono, 2008
- Coelotes hamamurai Yaginuma, 1967
- Coelotes hataensis Nishikawa, 2009
- Coelotes hengshanensis Tang & Yin, 2003
- Coelotes hexommatus (Komatsu, 1957)
- Coelotes hikonensis Nishikawa, 2009
- Coelotes hiradoensis Okumura & Ono, 2006
- Coelotes hiratsukai Arita, 1976
- Coelotes hiruzenensis Nishikawa, 2009
- Coelotes hiurai Nishikawa, 2009
- Coelotes ibukiensis Nishikawa, 2009
- Coelotes icohamatus Zhu & Wang, 1991
- Coelotes iharai Okumura, 2007
- Coelotes iheyaensis Shimojana, 2000
- Coelotes ikiensis Nishikawa, 2009
- Coelotes inabaensis Arita, 1974
- Coelotes indistinctus Xu & Li, 2006
- Coelotes insulanus Shimojana, 2000
- Coelotes introhamatus Xu & Li, 2006
- Coelotes italicus Kritscher, 1956
- Coelotes iyoensis Nishikawa, 2009
- Coelotes izenaensis Shimojana, 2000
- Coelotes jucundus Chen & Zhao, 1997
- Coelotes juglandicola Ovtchinnikov, 1984
- Coelotes kagaensis Nishikawa, 2009
- Coelotes kakeromaensis Shimojana, 2000
- Coelotes katsurai Nishikawa, 2009
- Coelotes keramaensis Shimojana, 2000
- Coelotes kimi Kim & Park, 2009
- Coelotes kintaroi Nishikawa, 1983
- Coelotes kirgisicus Ovtchinnikov, 2001
- Coelotes kitazawai Yaginuma, 1972
- Coelotes kumejimanus Shimojana, 2000
- Coelotes kumensis Shimojana, 1989
- Coelotes lamellatus Nishikawa, 2009
- Coelotes luculli Brignoli, 1978
- Coelotes maculatus Zhang, Peng & Kim, 1997
- Coelotes mastrucatus Wang et al., 1990
- Coelotes mediocris Kulczyński, 1887
- Coelotes micado Strand, 1907
- Coelotes microps Schenkel, 1963
- Coelotes minobusanus Nishikawa, 2009
- Coelotes minoensis Nishikawa, 2009
- Coelotes miyakoensis Shimojana, 2000
- Coelotes modestus Simon, 1880
- Coelotes mohrii Nishikawa, 2009
- Coelotes motobuensis Shimojana, 2000
- Coelotes multannulatus Zhang et al., 2006
- Coelotes musashiensis Nishikawa, 1989
- Coelotes nagaraensis Nishikawa, 2009
- Coelotes nasensis Shimojana, 2000
- Coelotes nazuna Nishikawa, 2009
- Coelotes nenilini Ovtchinnikov, 1999
- Coelotes ningmingensis Peng et al., 1998
- Coelotes noctulus Wang et al., 1990
- Coelotes notoensis Nishikawa, 2009
- Coelotes obako Nishikawa, 1983
- Coelotes obesus Simon, 1875
- Coelotes ogatai Nishikawa, 2009
- Coelotes okinawensis Shimojana, 1989
- Coelotes osamui Nishikawa, 2009
- Coelotes osellai de Blauwe, 1973
- Coelotes oshimaensis Shimojana, 2000
- Coelotes pabulator Simon, 1875
- Coelotes pastoralis Ovtchinnikov, 2001
- Coelotes pedodentalis Zhang et al., 2006
- Coelotes personatus Nishikawa, 1973
- Coelotes pickardi O. P.-Cambridge, 1873
  - Coelotes pickardi carpathensis Ovtchinnikov, 1999
  - Coelotes pickardi pastor Simon, 1875
  - Coelotes pickardi tirolensis (Kulczyński, 1906)
- Coelotes plancyi Simon, 1880
- Coelotes poleneci Wiehle, 1964
- Coelotes poweri Simon, 1875
- Coelotes processus Xu & Li, 2007
- Coelotes progressoridentes Ovtchinnikov, 2001
- Coelotes prolixus Wang et al., 1990
- Coelotes pseudoterrestris Schenkel, 1963
- Coelotes rhododendri Brignoli, 1978
- Coelotes robustior Nishikawa, 2009
- Coelotes robustus Wang et al., 1990
- Coelotes rudolfi (Schenkel, 1925)
- Coelotes rugosus (Wang, Peng & Kim, 1996)
- Coelotes saccatus Peng & Yin, 1998
- Coelotes samaksanensis Namkung, 2002
- Coelotes sanoi Nishikawa, 2009
- Coelotes sawadai Nishikawa, 2009
- Coelotes septus Wang et al., 1990
- Coelotes shimajiriensis Shimojana, 2000
- Coelotes simoni Strand, 1907
- Coelotes simplex O. P.-Cambridge, 1885
- Coelotes solitarius L. Koch, 1868
- Coelotes sordidus Ovtchinnikov, 2001
- Coelotes striatilamnis Ovtchinnikov, 2001
  - Coelotes striatilamnis ketmenensis Ovtchinnikov, 2001
- Coelotes stylifer Caporiacco, 1935
- Coelotes suruga Nishikawa, 2009
- Coelotes suthepicus Dankittipakul, Chami-Kranon & Wang, 2005
- Coelotes takanawaensis Nishikawa, 2009
- Coelotes tarumii Arita, 1976
- Coelotes taurus Nishikawa, 2009
- Coelotes tegenarioides O. P.-Cambridge, 1885
- Coelotes terrestris (Wider, 1834)
- Coelotes thailandensis Dankittipakul & Wang, 2003
- Coelotes tiantongensis Zhang, Peng & Kim, 1997
- Coelotes titaniacus Brignoli, 1977
- Coelotes tochigiensis Nishikawa, 2009
- Coelotes tojoi Nishikawa, 2009
- Coelotes tokaraensis Shimojana, 2000
- Coelotes tokunoshimaensis Shimojana, 2000
- Coelotes tominagai Nishikawa, 2009
- Coelotes tonakiensis Shimojana, 2000
- Coelotes towaensis Nishikawa, 2009
- Coelotes transiliensis Ovtchinnikov, 2001
- Coelotes troglocaecus Shimojana & Nishihira, 2000
- Coelotes turkestanicus Ovtchinnikov, 1999
- Coelotes uenoi Yamaguchi & Yaginuma, 1971
- Coelotes undulatus Hu & Wang, 1990
- Coelotes unicatus Yaginuma, 1977
- Coelotes uozumii Nishikawa, 2002
- Coelotes vallei Brignoli, 1977
- Coelotes vestigialis Xu & Li, 2007
- Coelotes vignai Brignoli, 1978
- Coelotes wangi Chen & Zhao, 1997
- Coelotes wugeshanensis Zhang, Yin & Kim, 2000
- Coelotes xinjiangensis Hu, 1992
- Coelotes yaginumai Nishikawa, 1972
- Coelotes yahagiensis Nishikawa, 2009
- Coelotes yambaruensis Shimojana, 2000
- Coelotes yanlingensis Zhang, Yin & Kim, 2000
- Coelotes yodoensis Nishikawa, 1977
- Coelotes yunnanensis Schenkel, 1963
- Coelotes zaoensis Nishikawa, 2009

## Coras
Coras Simon, 1898
- Coras aerialis Muma, 1946
- Coras alabama Muma, 1946
- Coras angularis Muma, 1944
- Coras cavernorum Barrows, 1940
- Coras crescentis Muma, 1944
- Coras furcatus Muma, 1946
- Coras juvenilis (Keyserling, 1881)
- Coras kisatchie Muma, 1946
- Coras lamellosus (Keyserling, 1887)
- Coras medicinalis (Hentz, 1821)
- Coras montanus (Emerton, 1890)
- Coras parallelis Muma, 1944
- Coras perplexus Muma, 1946
- Coras taugynus Chamberlin, 1925
- Coras tennesseensis Muma, 1946

## Cybaeopsis
Cybaeopsis Strand, 1907
- Cybaeopsis armipotens (Bishop & Crosby, 1926)
- Cybaeopsis euopla (Bishop & Crosby, 1935)
- Cybaeopsis hoplites (Bishop & Crosby, 1926)
- Cybaeopsis hoplomacha (Bishop & Crosby, 1926)
- Cybaeopsis macaria (Chamberlin, 1947)
- Cybaeopsis pantopla (Bishop & Crosby, 1935)
- Cybaeopsis spenceri (Leech, 1972)
- Cybaeopsis tibialis (Emerton, 1888)
- Cybaeopsis typica Strand, 1907
- Cybaeopsis wabritaska (Leech, 1972)

## Dardurus
Dardurus Davies, 1976
- Dardurus agrestis Davies, 1976
- Dardurus nemoralis Davies, 1976
- Dardurus saltuosus Davies, 1976
- Dardurus silvaticus Davies, 1976
- Dardurus spinipes Davies, 1976
- Dardurus tamborinensis Davies, 1976

## Daviesa
Daviesa Koçak & Kemal, 2008
- Daviesa gallonae (Davies, 1993)
- Daviesa lubinae (Davies, 1993)

## Draconarius
Draconarius Ovtchinnikov, 1999
- Draconarius abbreviatus Dankittipakul & Wang, 2003
- Draconarius absentis Wang, 2003
- Draconarius acidentatus (Peng & Yin, 1998)
- Draconarius acutus Xu & Li, 2008
- Draconarius adligansus (Peng & Yin, 1998)
- Draconarius agrestis Wang, 2003
- Draconarius altissimus (Hu, 2001)
- Draconarius anthonyi Dankittipakul & Wang, 2003
- Draconarius arcuatus (Chen, 1984)
- Draconarius argenteus (Wang et al., 1990)
- Draconarius aspinatus (Wang et al., 1990)
- Draconarius auriculatus Xu & Li, 2006
- Draconarius auriformis Xu & Li, 2007
- Draconarius australis Dankittipakul, Sonthichai & Wang, 2006
- Draconarius baronii (Brignoli, 1978)
- Draconarius baxiantaiensis Wang, 2003
- Draconarius bituberculatus (Wang et al., 1990)
- Draconarius bounnami Wang & Jäger, 2008
- Draconarius brachialis Xu & Li, 2007
- Draconarius brunneus (Hu & Li, 1987)
- Draconarius calcariformis (Wang, 1994)
- Draconarius capitulatus Wang, 2003
- Draconarius carinatus (Wang et al., 1990)
- Draconarius chaiqiaoensis (Zhang, Peng & Kim, 1997)
- Draconarius cheni (Platnick, 1989)
- Draconarius colubrinus Zhang, Zhu & Song, 2002
- Draconarius complanatus Xu & Li, 2008
- Draconarius coreanus (Paik & Yaginuma, 1969)
- Draconarius curiosus Wang, 2003
- Draconarius curvabilis Wang & Jäger, 2007
- Draconarius davidi (Schenkel, 1963)
- Draconarius denisi (Schenkel, 1963)
- Draconarius digituliscaput Chen, Zhu & Kim, 2008
- Draconarius digitusiformis (Wang et al., 1990)
- Draconarius disgregus Wang, 2003
- Draconarius dissitus Wang, 2003
- Draconarius dubius Wang, 2003
- Draconarius elatus Dankittipakul & Wang, 2004
- Draconarius episomos Wang, 2003
- Draconarius everesti (Hu, 2001)
- Draconarius exilis Zhang, Zhu & Wang, 2005
- Draconarius expansus Xu & Li, 2008
- Draconarius falcatus Xu & Li, 2006
- Draconarius flos Wang & Jäger, 2007
- Draconarius globulatus Chami-Kranon, Sonthichai & Wang, 2006
- Draconarius griswoldi Wang, 2003
- Draconarius grossus Zhu & Chen, 2009
- Draconarius gurkha (Brignoli, 1976)
- Draconarius gyriniformis (Wang & Zhu, 1991)
- Draconarius hallaensis Kim & Lee, 2007
- Draconarius hangzhouensis (Chen, 1984)
- Draconarius hanoiensis Wang & Jäger, 2008
- Draconarius haopingensis Wang, 2003
- Draconarius himalayaensis (Hu, 2001)
- Draconarius hui (Dankittipakul & Wang, 2003)
- Draconarius huizhunesis (Wang & Xu, 1988)
- Draconarius houngsonensis Wang & Jäger, 2008
- Draconarius immensus Xu & Li, 2006
- Draconarius incertus Wang, 2003
- Draconarius infulatus (Wang et al., 1990)
- Draconarius inthanonensis Dankittipakul & Wang, 2003
- Draconarius jiangyongensis (Peng, Gong & Kim, 1996)
- Draconarius kayasanensis (Paik, 1972)
- Draconarius labiatus (Wang & Ono, 1998)
- Draconarius lateralis Dankittipakul & Wang, 2004
- Draconarius latidens Wang & Jäger, 2008
- Draconarius linxiaensis Wang, 2003
- Draconarius linzhiensis (Hu, 2001)
- Draconarius lutulentus (Wang et al., 1990)
- Draconarius magnarcuatus Xu & Li, 2008
- Draconarius magniceps (Schenkel, 1936)
- Draconarius molluscus (Wang et al., 1990)
- Draconarius monticola Dankittipakul, Sonthichai & Wang, 2006
- Draconarius montis Dankittipakul, Sonthichai & Wang, 2006
- Draconarius mupingensis Xu & Li, 2006
- Draconarius nanyuensis (Peng & Yin, 1998)
- Draconarius naranensis Ovtchinnikov, 2005
- Draconarius neixiangensis (Hu, Wang & Wang, 1991)
- Draconarius nudulus Wang, 2003
- Draconarius ornatus (Wang et al., 1990)
- Draconarius ovillus Xu & Li, 2007
- Draconarius pakistanicus Ovtchinnikov, 2005
- Draconarius papai Chami-Kranon, Sonthichai & Wang, 2006
- Draconarius papillatus Xu & Li, 2006
- Draconarius paralateralis Dankittipakul & Wang, 2004
- Draconarius paraterebratus Wang, 2003
- Draconarius paratrifasciatus Wang & Jäger, 2007
- Draconarius patellabifidus Wang, 2003
- Draconarius penicillatus (Wang et al., 1990)
- Draconarius pervicax (Hu & Li, 1987)
- Draconarius phuhin Dankittipakul, Sonthichai & Wang, 2006
- Draconarius picta (Hu, 2001)
- Draconarius postremus Wang & Jäger, 2008
- Draconarius potanini (Schenkel, 1963)
- Draconarius promontorioides Dankittipakul & Wang, 2008
- Draconarius promontorius Dankittipakul, Sonthichai & Wang, 2006
- Draconarius proximus Chen, Zhu & Kim, 2008
- Draconarius pseudobrunneus Wang, 2003
- Draconarius pseudocapitulatus Wang, 2003
- Draconarius pseudocoreanus Xu & Li, 2008
- Draconarius pseudolateralis Dankittipakul & Wang, 2004
- Draconarius pseudowuermlii Wang, 2003
- Draconarius qingzangensis (Hu, 2001)
- Draconarius quadratus (Wang et al., 1990)
- Draconarius rotundus Wang, 2003
- Draconarius rufulus (Wang et al., 1990)
- Draconarius schenkeli (Brignoli, 1978)
- Draconarius schwendingeri Dankittipakul, Sonthichai & Wang, 2006
- Draconarius semilunatus Zhu & Chen, 2009
- Draconarius siamensis Dankittipakul & Wang, 2003
- Draconarius sichuanensis Wang & Jäger, 2007
- Draconarius silva Dankittipakul, Sonthichai & Wang, 2006
- Draconarius silvicola Dankittipakul, Sonthichai & Wang, 2006
- Draconarius simplicidens Wang, 2003
- Draconarius singulatus (Wang et al., 1990)
- Draconarius songi Wang & Jäger, 2008
- Draconarius specialis Xu & Li, 2007
- Draconarius spirallus Xu & Li, 2007
- Draconarius stemmleri (Brignoli, 1978)
- Draconarius streptus (Zhu & Wang, 1994)
- Draconarius striolatus (Wang et al., 1990)
- Draconarius strophadatus (Zhu & Wang, 1991)
- Draconarius subabsentis Xu & Li, 2008
- Draconarius sublutulentus Xu & Li, 2008
- Draconarius subtitanus (Hu, 1992)
- Draconarius subulatus Dankittipakul & Wang, 2003
- Draconarius suttisani Dankittipakul & Wang, 2008
- Draconarius syzygiatus (Zhu & Wang, 1994)
- Draconarius tabularis Wang & Jäger, 2008
- Draconarius tensus Xu & Li, 2008
- Draconarius tentus Dankittipakul, Sonthichai & Wang, 2006
- Draconarius terebratus (Peng & Wang, 1997)
- Draconarius tibetensis Wang, 2003
- Draconarius tongi Xu & Li, 2007
- Draconarius tortus Chen, Zhu & Kim, 2008
- Draconarius triatus (Zhu & Wang, 1994)
- Draconarius trifasciatus (Wang & Zhu, 1991)
- Draconarius trinus Wang & Jäger, 2007
- Draconarius tryblionatus (Wang & Zhu, 1991)
- Draconarius tubercularis Xu & Li, 2007
- Draconarius uncinatus (Wang et al., 1990)
- Draconarius ventrifurcatus Xu & Li, 2008
- Draconarius venustus Ovtchinnikov, 1999
- Draconarius wenzhouensis (Chen, 1984)
- Draconarius wudangensis (Chen & Zhao, 1997)
- Draconarius wuermlii (Brignoli, 1978)
- Draconarius yadongensis (Hu & Li, 1987)
- Draconarius yichengensis Wang, 2003
- Draconarius yosiianus (Nishikawa, 1999)
- Draconarius zonalis Xu & Li, 2008

## Emmenomma
Emmenomma Simon, 1884
- Emmenomma beauchenicum Usher, 1983
- Emmenomma oculatum Simon, 1884

## Eurocoelotes
Eurocoelotes Wang, 2002
- Eurocoelotes anoplus (Kulczyński, 1897)
- Eurocoelotes brevispinus (Deltshev & Dimitrov, 1996)
- Eurocoelotes deltshevi (Dimitrov, 1996)
- Eurocoelotes drenskii (Deltshev, 1990)
- Eurocoelotes falciger (Kulczyński, 1897)
- Eurocoelotes gasperinii (Simon, 1891)
- Eurocoelotes inermis (L. Koch, 1855)
- Eurocoelotes jurinitschi (Drensky, 1915)
- Eurocoelotes karlinskii (Kulczyński, 1906)
- Eurocoelotes kulczynskii (Drensky, 1915)
- Eurocoelotes microlepidus (de Blauwe, 1973)
- Eurocoelotes xinpingwangi Deltshev, 2009

## Femoracoelotes
Femoracoelotes Wang, 2002
- Femoracoelotes latus (Wang, Tso & Wu, 2001)
- Femoracoelotes platnicki (Wang & Ono, 1998)

## Hicanodon
Hicanodon Tullgren, 1901
- Hicanodon cinerea Tullgren, 1901

## Himalcoelotes
Himalcoelotes Wang, 2002
- Himalcoelotes aequoreus Wang, 2002
- Himalcoelotes brignolii Wang, 2002
- Himalcoelotes bursarius Wang, 2002
- Himalcoelotes diatropos Wang, 2002
- Himalcoelotes gyirongensis (Hu & Li, 1987)
- Himalcoelotes martensi Wang, 2002
- Himalcoelotes pirum Wang, 2002
- Himalcoelotes sherpa (Brignoli, 1976)
- Himalcoelotes subsherpa Wang, 2002
- Himalcoelotes syntomos Wang, 2002
- Himalcoelotes xizangensis (Hu, 1992)

## Himalmartensus
Himalmartensus Wang & Zhu, 2008
- Himalmartensus ausobskyi Wang & Zhu, 2008
- Himalmartensus martensi Wang & Zhu, 2008
- Himalmartensus nepalensis Wang & Zhu, 2008

## Hypocoelotes
Hypocoelotes Nishikawa, 2009
- Hypocoelotes tumidivulva (Nishikawa, 1980)

## Iwogumoa
Iwogumoa Kishida, 1955
- Iwogumoa acco (Nishikawa, 1987)
- Iwogumoa dicranata (Wang et al., 1990)
- Iwogumoa ensifer (Wang & Ono, 1998)
- Iwogumoa illustrata (Wang et al., 1990)
- Iwogumoa insidiosa (L. Koch, 1878)
- Iwogumoa interuna (Nishikawa, 1977)
- Iwogumoa longa (Wang, Tso & Wu, 2001)
- Iwogumoa montivaga (Wang & Ono, 1998)
- Iwogumoa nagasakiensis Okumura, 2007
- Iwogumoa pengi (Ovtchinnikov, 1999)
- Iwogumoa porta Nishikawa, 2009
- Iwogumoa songminjae (Paik & Yaginuma, 1969)
- Iwogumoa taoyuandong (Bao & Yin, 2004)
- Iwogumoa tengchihensis (Wang & Ono, 1998)
- Iwogumoa xieae Liu & Li, 2008
- Iwogumoa xinhuiensis (Chen, 1984)
- Iwogumoa yaeyamensis (Shimojana, 1982)
- Iwogumoa yushanensis (Wang & Ono, 1998)

## Jamara
Jamara Davies, 1995
- Jamara pisinna Davies, 1995

## Leptocoelotes
Leptocoelotes Wang, 2002
- Leptocoelotes edentulus (Wang & Ono, 1998)
- Leptocoelotes pseudoluniformis (Zhang, Peng & Kim, 1997)

## Lineacoelotes
Lineacoelotes Xu, Li & Wang, 2008
- Lineacoelotes bicultratus (Chen, Zhao & Wang, 1991)
- Lineacoelotes funiushanensis (Hu, Wang & Wang, 1991)
- Lineacoelotes longicephalus Xu, Li & Wang, 2008
- Lineacoelotes nitidus (Li & Zhang, 2002)
- Lineacoelotes strenuus Xu, Li & Wang, 2008

## Livius
Livius Roth, 1967
- Livius macrospinus Roth, 1967

## Longicoelotes
Longicoelotes Wang, 2002
- Longicoelotes karschi Wang, 2002
- Longicoelotes kulianganus (Chamberlin, 1924)
- Longicoelotes senkakuensis (Shimojana, 2000)

## Macrobunus
Macrobunus Tullgren, 1901
- Macrobunus backhauseni (Simon, 1896)
- Macrobunus caffer (Simon, 1898)
- Macrobunus chilensis (Simon, 1889)
- Macrobunus madrynensis (Tullgren, 1901)
- Macrobunus multidentatus (Tullgren, 1902)

## Maloides
Maloides Forster & Wilton, 1989
- Maloides cavernicola (Forster & Wilton, 1973)

## Manjala
Manjala Davies, 1990
- Manjala pallida Davies, 1990
- Manjala plana Davies, 1990
- Manjala spinosa Davies, 1990

## Midgee
Midgee Davies, 1995
- Midgee alta Davies, 1995
- Midgee bellendenker Davies, 1995
- Midgee binnaburra Davies, 1995
- Midgee littlei Davies, 1995
- Midgee minuta Davies, 1995
- Midgee monteithi Davies, 1995
- Midgee parva Davies, 1995
- Midgee pumila Davies, 1995
- Midgee thompsoni Davies, 1995

## Muritaia
Muritaia Forster & Wilton, 1973
- Muritaia kaituna Forster & Wilton, 1973
- Muritaia longispinata Forster & Wilton, 1973
- Muritaia orientalis Forster & Wilton, 1973
- Muritaia parabusa Forster & Wilton, 1973
- Muritaia suba Forster & Wilton, 1973

## Naevius
Naevius Roth, 1967
- Naevius calilegua Compagnucci & Ramírez, 2000
- Naevius manu Brescovit & Bonaldo, 1996
- Naevius varius (Keyserling, 1879)
- Naevius zongo Brescovit & Bonaldo, 1996

## Neoporteria
Neoporteria Mello-Leitão, 1943
- Neoporteria annulata Roth, 1967
- Neoporteria pracellans Mello-Leitão, 1943

## Neowadotes
Neowadotes Alayón, 1995
- Neowadotes casabito Alayón, 1995

## Neuquenia
Neuquenia Mello-Leitão, 1940
- Neuquenia pallida Mello-Leitão, 1940
- Neuquenia paupercula (Simon, 1905)

## Notiocoelotes
Notiocoelotes Wang, Xu & Li, 2008
- Notiocoelotes laosensis Wang, Xu & Li, 2008
- Notiocoelotes lingulatus Wang, Xu & Li, 2008
- Notiocoelotes palinitropus (Zhu & Wang, 1994)
- Notiocoelotes sparus (Dankittipakul, Chami-Kranon & Wang, 2005)
- Notiocoelotes vietnamensis Wang, Xu & Li, 2008

## Obatala
Obatala Lehtinen, 1967
- Obatala armata Lehtinen, 1967

## Orumcekia
Orumcekia Koçak & Kemal, 2008
- Orumcekia gemata (Wang, 1994)
- Orumcekia jianhuii (Tang & Yin, 2002)
- Orumcekia lanna (Dankittipakul, Sonthichai & Wang, 2006)
- Orumcekia libo (Wang, 2003)
- Orumcekia mangshan (Zhang & Yin, 2001)
- Orumcekia pseudogemata (Xu & Li, 2007)
- Orumcekia satoi (Nishikawa, 2003)
- Orumcekia sigillata (Wang, 1994)
- Orumcekia subsigillata (Wang, 2003)

## Otira
Otira Forster & Wilton, 1973
- Otira affinis Hickman, 1981
- Otira aquilonaria Davies, 1986
- Otira canasta Forster & Wilton, 1973
- Otira indura Forster & Wilton, 1973
- Otira liana Forster & Wilton, 1973
- Otira parva Forster & Wilton, 1973
- Otira satura Forster & Wilton, 1973
- Otira summa Davies, 1986
- Otira terricola Forster & Wilton, 1973

## Pakeha
Pakeha Forster & Wilton, 1973
- Pakeha buechlerae Forster & Wilton, 1973
- Pakeha duplex Forster & Wilton, 1973
- Pakeha hiloa Forster & Wilton, 1973
- Pakeha inornata Forster & Wilton, 1973
- Pakeha insignita Forster & Wilton, 1973
- Pakeha kirki (Hogg, 1909)
- Pakeha lobata Forster & Wilton, 1973
- Pakeha manapouri Forster & Wilton, 1973
- Pakeha maxima Forster & Wilton, 1973
- Pakeha media Forster & Wilton, 1973
- Pakeha minima Forster & Wilton, 1973
- Pakeha paratecta Forster & Wilton, 1973
- Pakeha parrotti Forster & Wilton, 1973
- Pakeha protecta Forster & Wilton, 1973
- Pakeha pula Forster & Wilton, 1973
- Pakeha stewartia Forster & Wilton, 1973
- Pakeha subtecta Forster & Wilton, 1973
- Pakeha tecta Forster & Wilton, 1973

## Paravoca
Paravoca Forster & Wilton, 1973
- Paravoca opaca Forster & Wilton, 1973
- Paravoca otagoensis Forster & Wilton, 1973

## Parazanomys
Parazanomys Ubick, 2005
- Parazanomys thyasionnes Ubick, 2005

## Pimus
Pimus Chamberlin, 1947
- Pimus desiccatus Leech, 1972
- Pimus eldorado Leech, 1972
- Pimus fractus (Chamberlin, 1920)
- Pimus hesperellus Chamberlin, 1947
- Pimus iviei Leech, 1972
- Pimus leucus Chamberlin, 1947
- Pimus napa Leech, 1972
- Pimus nawtawaketus Leech, 1972
- Pimus pitus Chamberlin, 1947
- Pimus salemensis Leech, 1972

## Pireneitega
Pireneitega Kishida, 1955
- Pireneitega armeniaca (Brignoli, 1978)
- Pireneitega bidens (Caporiacco, 1935)
- Pireneitega cottarellii (Brignoli, 1978)
- Pireneitega fedotovi (Charitonov, 1946)
- Pireneitega garibaldii (Kritscher, 1969)
- Pireneitega involuta (Wang et al., 1990)
- Pireneitega liansui (Bao & Yin, 2004)
- Pireneitega luctuosa (L. Koch, 1878)
- Pireneitega luniformis (Zhu & Wang, 1994)
- Pireneitega major (Kroneberg, 1875)
- Pireneitega neglecta (Hu, 2001)
- Pireneitega pyrenaea (Simon, 1870)
- Pireneitega segestriformis (Dufour, 1820)
- Pireneitega spasskyi (Charitonov, 1946)
- Pireneitega spinivulva (Simon, 1880)
- Pireneitega taishanensis (Wang et al., 1990)
- Pireneitega taiwanensis Wang & Ono, 1998
- Pireneitega tianchiensis (Wang et al., 1990)
- Pireneitega triglochinata (Zhu & Wang, 1991)
- Pireneitega xinping Zhang, Zhu & Song, 2002

## Platocoelotes
Platocoelotes Wang, 2002
- Platocoelotes ampulliformis Liu & Li, 2008
- Platocoelotes brevis Liu & Li, 2008
- Platocoelotes daweishanensis Xu & Li, 2008
- Platocoelotes furcatus Liu & Li, 2008
- Platocoelotes globosus Xu & Li, 2008
- Platocoelotes icohamatoides (Peng & Wang, 1997)
- Platocoelotes imperfectus Wang & Jäger, 2007
- Platocoelotes impletus (Peng & Wang, 1997)
- Platocoelotes kailiensis Wang, 2003
- Platocoelotes latus Xu & Li, 2008
- Platocoelotes lichuanensis (Chen & Zhao, 1998)
- Platocoelotes paralatus Xu & Li, 2008
- Platocoelotes polyptychus Xu & Li, 2007
- Platocoelotes strombuliformis Liu & Li, 2008

## Poaka
Poaka Forster & Wilton, 1973
- Poaka graminicola Forster & Wilton, 1973

## Pseudauximus
Pseudauximus Simon, 1902
- Pseudauximus annulatus Purcell, 1908
- Pseudauximus pallidus Purcell, 1903
- Pseudauximus reticulatus Simon, 1902

## Retiro
Retiro Mello-Leitão, 1915
- Retiro crinitus (Simon, 1893)
- Retiro fulvipes Simon, 1906
- Retiro granadensis (Keyserling, 1878)
- Retiro gratus (Bryant, 1948)
- Retiro lanceolatus (Vellard, 1924)
- Retiro maculatus Mello-Leitão, 1915
- Retiro nigronotatus Mello-Leitão, 1947
- Retiro plagiatus (Simon, 1893)
- Retiro procerulus (Simon, 1906)
- Retiro quitensis (Simon, 1906)
- Retiro rhombifer (Simon, 1906)
- Retiro roberti (Reimoser, 1939)

## Rhoicinaria
Rhoicinaria Exline, 1950
- Rhoicinaria maculata (Keyserling, 1878)
- Rhoicinaria rorerae Exline, 1950

## Robusticoelotes
Robusticoelotes Wang, 2002
- Robusticoelotes pichoni (Schenkel, 1963)
- Robusticoelotes sanmenensis (Tang, Yin & Zhang, 2002)

## Rubrius
Rubrius Simon, 1887
- Rubrius annulatus F. O. P.-Cambridge, 1899
- Rubrius antarcticus (Karsch, 1880)
- Rubrius castaneifrons (Simon, 1884)
- Rubrius lineatus Roth, 1967
- Rubrius major (Simon, 1904)
- Rubrius scottae Mello-Leitão, 1940
- Rubrius ululus Roth, 1967

## Spiricoelotes
Spiricoelotes Wang, 2002
- Spiricoelotes pseudozonatus Wang, 2003
- Spiricoelotes urumensis (Shimojana, 1989)
- Spiricoelotes zonatus (Peng & Wang, 1997)

## Storenosoma
Storenosoma Hogg, 1900
- Storenosoma altum Davies, 1986
- Storenosoma hoggi (Roewer, 1942)
- Storenosoma supernum Davies, 1986
- Storenosoma terraneum Davies, 1986

## Taira
Taira Lehtinen, 1967
- Taira cangshan Zhang, Zhu & Song, 2008
- Taira concava Zhang, Zhu & Song, 2008
- Taira decorata (Yin & Bao, 2001)
- Taira flavidorsalis (Yaginuma, 1964)
- Taira latilabiata Zhang, Zhu & Song, 2008
- Taira liboensis Zhu, Chen & Zhang, 2004
- Taira obtusa Zhang, Zhu & Song, 2008
- Taira sulciformis Zhang, Zhu & Song, 2008

## Tamgrinia
Tamgrinia Lehtinen, 1967
- Tamgrinia alveolifera (Schenkel, 1936)
- Tamgrinia coelotiformis (Schenkel, 1963)
- Tamgrinia laticeps (Schenkel, 1936)
- Tamgrinia rectangularis Xu & Li, 2006
- Tamgrinia semiserrata Xu & Li, 2006
- Tamgrinia tibetana (Hu & Li, 1987)
- Tamgrinia tulugouensis Wang, 2000

## Tegecoelotes
Tegecoelotes Ovtchinnikov, 1999
- Tegecoelotes corasides (Bösenberg & Strand, 1906)
- Tegecoelotes dorsatus (Uyemura, 1936)
- Tegecoelotes dysodentatus Zhang & Zhu, 2005
- Tegecoelotes echigonis Nishikawa, 2009
- Tegecoelotes ignotus (Bösenberg & Strand, 1906)
- Tegecoelotes michikoae (Nishikawa, 1977)
- Tegecoelotes mizuyamae Ono, 2008
- Tegecoelotes otomo Nishikawa, 2009
- Tegecoelotes religiosus Nishikawa, 2009
- Tegecoelotes secundus (Paik, 1971)
- Tegecoelotes tateyamaensis Nishikawa, 2009
- Tegecoelotes yogoensis Nishikawa, 2009

## Tonsilla
Tonsilla Wang & Yin, 1992
- Tonsilla defossa Xu & Li, 2006
- Tonsilla eburniformis Wang & Yin, 1992
- Tonsilla imitata Wang & Yin, 1992
- Tonsilla lyrata (Wang et al., 1990)
- Tonsilla makros Wang, 2003
- Tonsilla tautispina (Wang et al., 1990)
- Tonsilla truculenta Wang & Yin, 1992
- Tonsilla variegata (Wang et al., 1990)

## Tugana
Tugana Chamberlin, 1948
- Tugana cavatica (Bryant, 1940)
- Tugana crassa (Bryant, 1948)
- Tugana cudina Alayón, 1992
- Tugana infumata (Bryant, 1948)

## Tymbira
Tymbira Mello-Leitão, 1944
- Tymbira brunnea Mello-Leitão, 1944

## Urepus
Urepus Roth, 1967
- Urepus rossi Roth, 1967

## Urocoras
Urocoras Ovtchinnikov, 1999
- Urocoras longispinus (Kulczyński, 1897)
- Urocoras matesianus (de Blauwe, 1973)
- Urocoras munieri (Simon, 1880)
- Urocoras nicomedis (Brignoli, 1978)
- Urocoras phthisicus (Brignoli, 1978)

## Virgilus
Virgilus Roth, 1967
- Virgilus normalis Roth, 1967

## Wabarra
Wabarra Davies, 1996
- Wabarra caverna Davies, 1996
- Wabarra pallida Davies, 1996

## Wadotes
Wadotes Chamberlin, 1925
- Wadotes bimucronatus (Simon, 1898)
- Wadotes calcaratus (Keyserling, 1887)
- Wadotes carinidactylus Bennett, 1987
- Wadotes deceptis Bennett, 1987
- Wadotes dixiensis Chamberlin, 1925
- Wadotes georgiensis Howell, 1974
- Wadotes hybridus (Emerton, 1890)
- Wadotes mumai Bennett, 1987
- Wadotes saturnus Bennett, 1987
- Wadotes tennesseensis Gertsch, 1936
- Wadotes willsi Bennett, 1987

## Waitetola
Waitetola Forster & Wilton, 1973
- Waitetola huttoni Forster & Wilton, 1973

## Yacolla
Yacolla Lehtinen, 1967
- Yacolla pikelinae Lehtinen, 1967

## Yupanquia
Yupanquia Lehtinen, 1967
- Yupanquia schiapelliae Lehtinen, 1967

## Zanomys
Zanomys Chamberlin, 1948
- Zanomys aquilonia Leech, 1972
- Zanomys californica (Banks, 1904)
- Zanomys feminina Leech, 1972
- Zanomys hesperia Leech, 1972
- Zanomys kaiba Chamberlin, 1948
- Zanomys ochra Leech, 1972
- Zanomys sagittaria Leech, 1972
- Zanomys ultima Leech, 1972